# Internazionali Femminili di Palermo 2010
Internazionali Femminili di Palermo 2010 — тенісний турнір, що проходив на кортах з ґрунтовим покриттям. Це був 23-й за ліком Internazionali Femminili di Tennis di Palermo. Належав до категорії International в рамках Туру WTA 2010. Відбувся в Палермо (Італія). Тривав з 12 до 18 липня 2010 року.

## Учасниці

### Сіяні
| Гравчиня              | Країна             | Рейтинг* | Сіяна |
| --------------------- | ------------------ | -------- | ----- |
| Флавія Пеннетта       | Італія             | 12       | 1     |
| Араван Резаї          | Франція            | 21       | 2     |
| Сара Еррані           | Італія             | 34       | 3     |
| Цветана Піронкова     | Болгарія           | 35       | 4     |
| Кая Канепі            | Естонія            | 38       | 5     |
| Пен Шуай              | Китай (етимологія) | 44       | 6     |
| Аранча Парра Сантонха | Іспанія            | 52       | 7     |
| Юлія Гергес           | Німеччина          | 74       | 8     |

* Рейтинг подано станом на 5 липня 2010.

### Інші учасниці
Учасниці, що отримали вайлд-кард на участь в основній сітці
- Анна Флоріс
- Роміна Опранді
- Флавія Пеннетта

Нижче наведено гравчинь, які пробились в основну сітку через стадію кваліфікації:
- Мартіна Карегаро
- Корінна Дентоні
- Нурія Льягостера Вівес
- Мір'яна Лучич-Бароні
- Анастасія Пивоварова (as a щасливий лузер)

## Переможниці

### Одиночний розряд
Кая Канепі —  Флавія Пеннетта, 6–4, 6–3
- Для Канепі це був перший титул за кар'єру.

### Парний розряд
Альберта Бріанті /  Сара Еррані —  Джилл Крейбас /  Юлія Гергес 6–4, 6–1